# Tibetaans schrift
Het Tibetaans schrift (Tibetaans: =བོད་ཡིག, Wylie: bod yig) is een abugida uit de familie van Brahmische schriften, gebruikt voor het schrijven van zowel het Tibetaans als het Dzongkha, Ladakhi en soms het Balthi. De gedrukte versie van het schrift wordt het Uchenschrift genoemd (Tibetaans: དབུ་ཅན་), terwijl de handgeschreven versie met cursieve letters bekendstaat als het Uméschrift (Tibetaans: དབུ་མེད་).
Het schrift wordt behalve in Tibet ook gebruikt in Bhutan, delen van India en Nepal.

## Geschiedenis
De creatie van het Tibetaans schrift wordt toegeschreven aan Thonmi Sambhota, ergens midden 7e eeuw. Volgens de verhalen zou Thonmi Sambhota een minister zijn geweest van Songtsen Gampo (569-649), die naar India werd gestuurd om daar de kunst van het schrijven te leren. Bij zijn terugkeer introduceerde hij het Tibetaanse schrift. De vorm van de letters in het schrift is afgeleid van de Indische schriften uit die tijd. Welk Indisch schrift precies als basis heeft gediend voor het Tibetaans schrift is nog altijd onderwerp van discussie.
Na de introductie heeft het schrift driemaal een orthografische standaardisering ondergaan. De belangrijkste vond plaats tijdens de 9e eeuw. Nadien is het schrift vrijwel onveranderd gebleven, terwijl in de gesproken taal wel veranderingen zijn geweest. Derhalve verschilt de gesproken Tibetaanse taal vandaag de dag soms sterk van de geschreven taal.

## Omschrijving

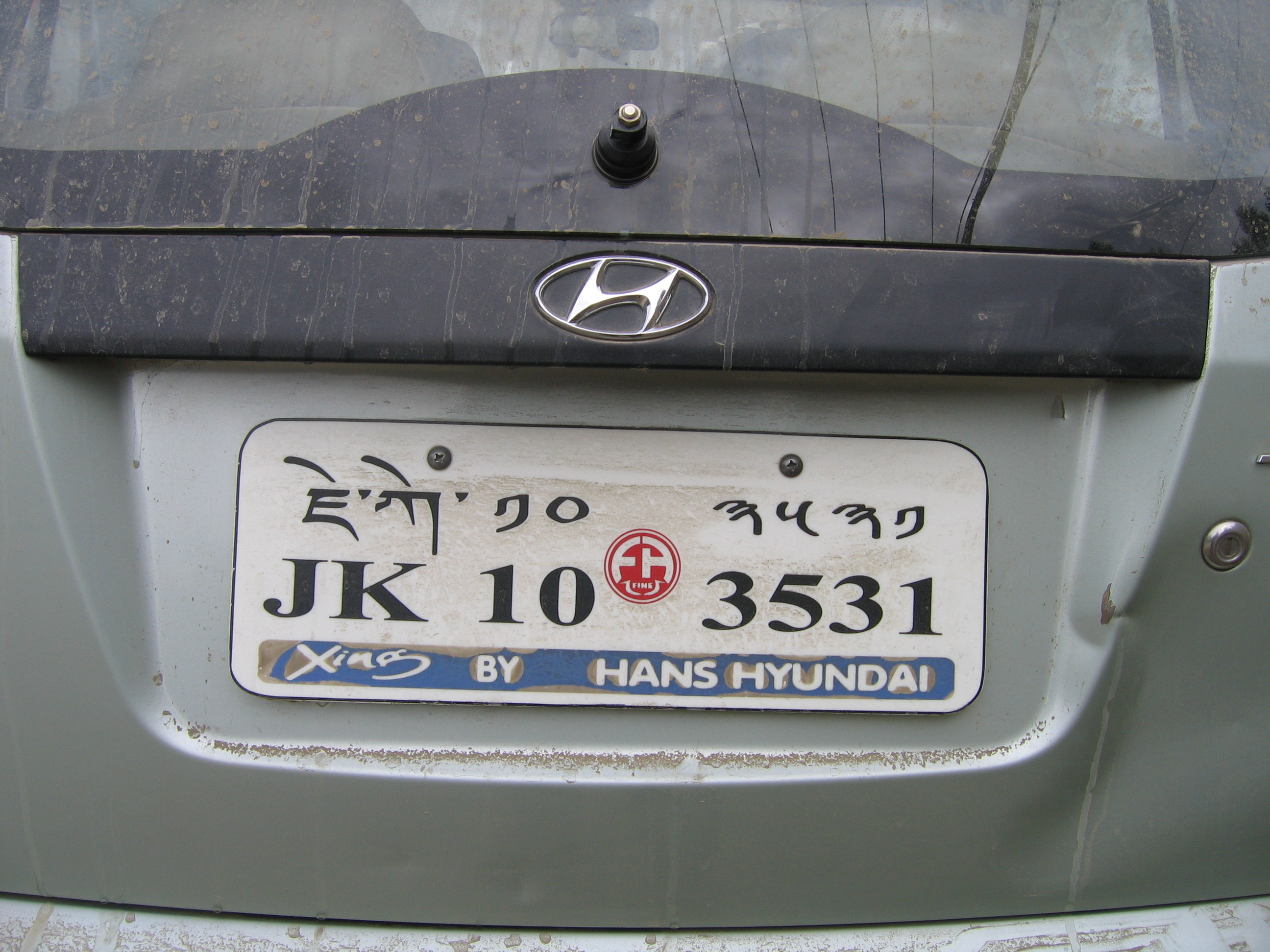
Een kentekenplaat van een auto uit Jammu en Kasjmir, in Latijns en Tibetaans schrift

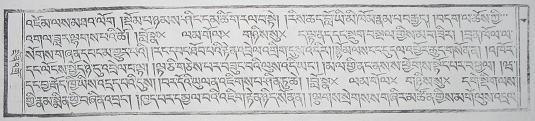
Tibetaans schrift

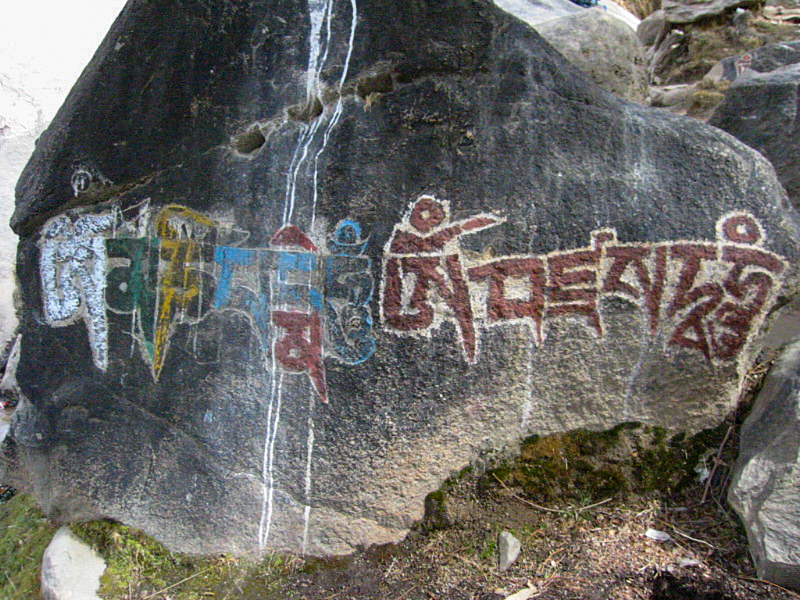
De tekst op de steen toont de primaire mantra van het Tibetaans boeddhisme: Om mani padme hum

Het Tibetaans schrift telt 30 medeklinkers. De klinkers zijn a, i, u, e, o. Net als bij andere Indische schriften bevat elke medeklinker een a, en worden de andere klinkers aangegeven met markeringen. Dus: ཀ ka, ཀི ki, ཀུ ku, ཀེ ke, ཀོ ko.
Er is geen verschil tussen lange en korte klinkers in het Tibetaans schrift, behalve bij enkele leenwoorden.
Het Tibetaans is, net zoals Sanskriet, een taal met acht naamvallen, die gebruikt worden om grammaticale functies aan te duiden. Woorden worden gevormd door onafhankelijk bestaande lettergrepen. Iedere lettergreep wordt geconstrueerd door het groeperen van letters in meerdere combinaties. De meest eenvoudige lettergreep kan bestaan uit één letter. Meer complexe lettergrepen kunnen bestaan uit wel zes letters met daarnaast bijvoorbeeld een prefix, een suffix, een aanvullende suffix, een teken dat de klinkers aangeeft, enzovoorts.
Historische taalkundigen gaan ervan uit dat al deze hulpletters vroeger ook daadwerkelijk werden uitgesproken. Op den duur was dat echter niet meer het geval en werden de hulpletters "stom". Er kan in de huidige tijd dus een groot verschil zijn tussen de wijze hoe een woord geschreven wordt en de wijze hoe het uitgesproken wordt. De correcte transliteratie van een Tibetaans woord naar een Europese taal vereist dat alle letters worden weergegeven. Het resultaat zou dan echter zijn dat veel Tibetaanse woorden volstrekt onuitspreekbaar zijn voor personen die geen Tibetaans beheersen. Om die reden zijn er dan ook meerdere fonetische weergaven van het Tibetaans in een romanisatie geconstrueerd.
De naam van de huidige dalai lama in romanisatie is bijvoorbeeld 'Bstan' dzin rgya mtsho', maar wordt in alle Europese talen geschreven als Tenzin Gyatso.
Hoewel de meeste Tibetaanse dialecten toontalen zijn, worden deze niet opgeschreven daar dit nog niet van toepassing was toen het schrift werd uitgevonden. De toonhoogte van een woord is vaak wel af te leiden uit de spelling van dat woord.
| ཀ ka [ká/k̞á]    | ཁ kha [kʰá/ᵑɡá]    | ག ga [ɡà/kʰà]    | ང nga [ŋà]    |
| ཅ ca [tɕá/t̞ɕá]  | ཆ cha [tɕʰá/ⁿdʑá]  | ཇ ja [dʑà/tɕʰà]  | ཉ nya [ɲà]    |
| ཏ ta [tá/t̞á]    | ཐ tha [tʰá/ⁿdá]    | ད da [dà/tʰà]    | ན na [nà]     |
| པ pa [pá/p̞á]    | ཕ pha [pʰá/ᵐbá]    | བ ba [bà/pʰà]    | མ ma [mà]     |
| ཙ tsa [tsá/t̞sá] | ཚ tsha [tsʰá/ⁿdzá] | ཛ dza [dzà/tsʰà] | ཝ wa [wà]     |
| ཞ zha [ʑà/ɕà]   | ཟ za [zà/sà]       | འ 'a [ʔ̞à]        | ཡ ya [jà]     |
| ར ra [rà]       | ལ la [là]          | ཤ sha [ɕá/ᶮʑá]   | ས sa [sá/ⁿzá] |
| ཧ ha [há]       | ཨ a [ʔá]           |                  |               |

De h of apostrof (’) toont meestal een spiritus aan, maar bij een zh of sh staat het voor een palatalisatie.
Het Oud-Tibetaans kende geen letter w.
Het Tibetaanse schrift beschikt over haar eigen cijfers:

## Tibetaans in Unicode
De Unicode van het Tibetaans schrift is U+0F00–U+0FFF. Het bevat letters, leestekens en verschillende andere markeringen zoals speciale symbolen voor religieuze teksten.
| Tibetaans Unicode.org chart (PDF) |   |   |   |   |   |   |   |   |   |   |   |   |   |   |   |   |
|                                   | 0 | 1 | 2 | 3 | 4 | 5 | 6 | 7 | 8 | 9 | A | B | C | D | E | F |
| U+0F0x                            | ༀ | ༁ | ༂ | ༃ | ༄ | ༅ | ༆ | ༇ | ༈ | ༉ | ༊ | ་ | ༌ | ། | ༎ | ༏ |
| U+0F1x                            | ༐ | ༑ | ༒ | ༓ | ༔ | ༕ | ༖ | ༗ | ༘  | ༙  | ༚ | ༛ | ༜ | ༝ | ༞ | ༟ |
| U+0F2x                            | ༠ | ༡ | ༢ | ༣ | ༤ | ༥ | ༦ | ༧ | ༨ | ༩ | ༪ | ༫ | ༬ | ༭ | ༮ | ༯ |
| U+0F3x                            | ༰ | ༱ | ༲ | ༳ | ༴ | ༵  | ༶ | ༷  | ༸ | ༹  | ༺ | ༻ | ༼ | ༽ | ༾  | ༿  |
| U+0F4x                            | ཀ | ཁ | ག | གྷ | ང | ཅ | ཆ | ཇ |   | ཉ | ཊ | ཋ | ཌ | ཌྷ | ཎ | ཏ |
| U+0F5x                            | ཐ | ད | དྷ | ན | པ | ཕ | བ | བྷ | མ | ཙ | ཚ | ཛ | ཛྷ | ཝ | ཞ | ཟ |
| U+0F6x                            | འ | ཡ | ར | ལ | ཤ | ཥ | ས | ཧ | ཨ | ཀྵ | ཪ | ཫ | ཬ |   |   |   |
| U+0F7x                            |   | ཱ  | ི  | ཱི  | ུ  | ཱུ  | ྲྀ  | ཷ  | ླྀ  | ཹ  | ེ  | ཻ  | ོ  | ཽ  | ཾ  | ཿ  |
| U+0F8x                            | ྀ  | ཱྀ  | ྂ  | ྃ  | ྄  | ྅ | ྆  | ྇  | ྈ | ྉ | ྊ | ྋ |   |   |   |   |
| U+0F9x                            | ྐ  | ྑ  | ྒ  | ྒྷ  | ྔ  | ྕ  | ྖ  | ྗ  |   | ྙ  | ྚ  | ྛ  | ྜ  | ྜྷ  | ྞ  | ྟ  |
| U+0FAx                            | ྠ  | ྡ  | ྡྷ  | ྣ  | ྤ  | ྥ  | ྦ  | ྦྷ  | ྨ  | ྩ  | ྪ  | ྫ  | ྫྷ  | ྭ  | ྮ  | ྯ  |
| U+0FBx                            | ྰ  | ྱ  | ྲ  | ླ  | ྴ  | ྵ  | ྶ  | ྷ  | ྸ  | ྐྵ  | ྺ  | ྻ  | ྼ  |   | ྾ | ྿ |
| U+0FCx                            | ࿀ | ࿁ | ࿂ | ࿃ | ࿄ | ࿅ | ࿆  | ࿇ | ࿈ | ࿉ | ࿊ | ࿋ | ࿌ |   | ࿎ | ࿏ |
| U+0FDx                            | ࿐ | ࿑ | ࿒ | ࿓ | ࿔ |   |   |   |   |   |   |   |   |   |   |   |
| U+0FEx                            |   |   |   |   |   |   |   |   |   |   |   |   |   |   |   |   |
| U+0FFx                            |   |   |   |   |   |   |   |   |   |   |   |   |   |   |   |   |